# ماريو شتاينر
ماريو شتاينر (بالألمانية: Mario Steiner)‏ (12 ديسمبر 1982 فيلاخ النمسا - ) هو لاعب كرة قدم نمساوي، يلعب كلاعب وسط.

## مسيرته

### مسيرته مع الأندية
- 1999 - 2003 لعب مع نادي كارنتين 40 مباراة.
- 2004 - 2005 لعب مع SC-ESV Parndorf 1919 [الإنجليزية]‏ 26 مباراة سجل خلالها 5 أهداف.
- 2005 - 2006 لعب مع FC Waidhofen/Ybbs [الإنجليزية]‏ 15 مباراة سجل خلالها هدف.
- 2007 - 2008 لعب مع نادي كارنتين 22 مباراة سجل خلالها هدفين.
- 2008 - 2009 لعب مع 1. FC Vöcklabruck [الإنجليزية]‏ 27 مباراة سجل خلالها هدفين.

## روابط خارجية
- ماريو شتاينر على موقع قاعدة بيانات كرة القدم.إي يو (الإنجليزية)
- ماريو شتاينر على موقع عالم كرة القدم.نت (الإنجليزية)